# Naktong
A Naktong folyó (hangul: 낙동강, Naktonggang, RR: Nakdonggang) Dél-Korea leghosszabb folyója, Tegu (Daegu) és Puszan (Busan) városán folyik át.

## Földrajz
A Naktong (Nakdong) folyó a Thebek (Taebaek)-hegységből ered, a Koreai-szoros (koreai nevén Déli-tenger) felé. A kezdeti pár méteres szélesség a torkolat felé több száz méteresre duzzad. A Naktong (Nakdong) folyót táplálják a Jong (Yeong), Kumho (Geumho) és Nam folyók is. Vizét Észak- és Dél-Kjongszang (Gyeongsang) tartományokból, valamit Észak- és Dél-Csolla (Jeolla) tartományok területéről gyűjti. A teljes vízgyűjtő terület 23 384négyzetkilométer. Csak a Naktong (Nakdong) folyónak van komolyabb deltája a Koreai-félsziget folyói közül. A nyári monszunidőszak és a szárazabb hónapok váltakozása miatt nagy a vízhozam ingadozása.